# کتاب یا سیگار
کتاب یا سیگار مقاله ای است که در سال ۱۹۴۶ توسط نویسندهٔ انگلیسی، جورج اورول منتشر شد که در آن هزینه‌های مطالعه را با سایر اشکال تفریح از جمله سیگار کشیدن مقایسه می‌کند.

## پیش‌زمینه
اورول بیان می‌کند که آغازگر این مقاله، تجربه یکی از دوستان ویراستارش است که در طول جنگ جهانی دوم نظاره‌گر این واقعه بود. کارگران کارخانه‌ها به او گفته بودند که علاقه‌ای به ادبیات ندارند و توانایی خرید کتاب را ندارند.
این مقاله برای اولین بار در ۸ فوریه ۱۹۸۴ در تریبون دیده شد.

## دیدگاه
اورول دیدگاهی که خرید یا خواندن کتاب را یک سرگرمی گران‌قیمت می‌داند به زیر سؤال می‌برد. با فرض اینکه او ۴۲۲ کتاب در آپارتمان خود و تقریباً همین تعداد را در جای دیگری در اختیار دارد، این مسئله را بررسی می‌کند؛ یعنی بسته به اینکه کتاب‌هایی نو خریداری شده‌اند، برای بازنگری در اختیار قرار داده شده‌اند، یا امانت گرفته شده‌اند، طیفی از قیمت‌ها را تعیین می‌کند. او با محاسبهٔ میانگین این هزینه در طول عمر خود و با اضافه کردن سایر هزینه‌های جانبی مطالعه، این هزینه را حدود ۲۵ پوند در سال برای خود تخمین می‌زند.
در مقابل، اورول یادآور می‌شود که قبل از جنگ سالانه، ۲۰ پوند برای آبجو و تنباکو خرج می‌کرده که در حال حاضر برای همین‌ها سالانه ۴۰ پوند خرج می‌کند. او میانگین ملی هزینه شده برای آبجو و تنباکو را ۴۰ پوند در سال تخمین می‌زند.
اورول با اشاره به دشواری ایجاد رابطه‌ای منطقی بین قیمت انواع مختلف کتاب و ارزش حاصل از مطالعهٔ آنها، بیان می‌کند که اگر کتاب‌ها صرفاً به صورت تفریحی خوانده شوند، هزینهٔ هر ساعت مطالعه کمتر از هزینه یک صندلی سینما خواهد بود؛ بنابراین مطالعه یکی از ارزان‌ترین تفریحات به حساب می‌آید.

## گزیده‌ها
و اگر مصرف کتاب ما، به همین اندازه‌ای که تا کنون بوده کم باقی بماند، دست کم بگذارید اعتراف کنیم که دلیلش این است که خواندن، نسبت به نمایش سگ‌ها، تماشای فیلم یا به میخانه رفتن کمتر سرگرم‌کننده است، نه اینکه کتاب‌ها، خواه خریداری شوند یا به‌امانت گرفته شوند، خیلی گران‌تر باشند.

## واکنش‌ها
مقالات اورول در تریبون، از جمله همین مقاله، عنوان برخی از بهترین مقالات به زبان انگلیسی در ایندیپندنت توصیف شده‌اند. سؤالی که اورول مطرح کرد همچنان به عنوان مبنایی برای بحث عمل می‌کند، همان‌طور که در یک نظرسنجی مطالعه شد، در سال ۲۰۰۷ از هر چهار آمریکایی یک نفر اصلاً کتابی نمی‌خواند و مدیران اجرایی نیز مدعی شدند که زمانی برای مطالعهٔ ادبیات ندارند.
این نوشتار موضوع بحث مقاله‌ای در مجله استراکتو بود که در نسخه نوامبر ۲۰۰۹ با عنوان «کتاب‌ها در برابر سیگار: ۶۳ سال به بعد» منتشر شد.